# The Wrecking Crew (gruppo musicale)
The Wrecking Crew è un gruppo informale di musicisti turnisti basati a Los Angeles, in attività dagli anni 1960 agli anni 1970, prevalentemente provenienti da formazione classica o jazzistica, costituiscono il più famoso ensemble di musicisti di studio di tutta la storia della produzione discografica americana. Le loro registrazioni includono centinaia di brani entrati nei primi posti delle classifiche dell'epoca.
I musicisti non hanno beneficiato del riconoscimento del pubblico, ma erano visti con grande rispetto dagli addetti ai lavori del settore. Al giorno d'oggi sono considerati uno dei gruppi di turnisti più prolifici e di maggior successo nella storia della musica.
La maggior parte dei musicisti associati al Wrecking Crew avevano un background accademico nel jazz o nella musica classica. Il gruppo non aveva un nome ufficiale nei suoi primi anni e rimane oggetto di disputa il momento in cui furono chiamati per la prima volta "the Wrecking Crew". Il batterista Hal Blaine potrebbe aver usato questo nome per la prima volta alla fine degli anni '60. Il nome, The Wrecking Crew, era certamente di uso comune quando Hal Blaine usò il nome in un'intervista con la rivista Modern Drummer nell'aprile del 1981. Il nome divenne ancora più ampiamente conosciuto quando Blaine lo usò nel suo libro di memorie del 1990, attribuendolo a musicisti più anziani i quali temevano che il Rock 'n' Roll sarebbe stato ridotto in macerie "wreck" da questo gruppo al soldo dell'industria musicale. Alcuni colleghi di Blaine confermarono il suo resoconto, mentre la chitarrista/bassista Carol Kaye sostenne che fossero chiamati "the Clique". Un altro nome non ufficiale era "the First Call Gang" (il gruppo da chiamare per primo), talvolta utilizzato negli anni '50 per una prima versione del gruppo guidato dal bassista Ray Pohlman che comprendeva alcuni degli stessi musicisti.
Le competenze di questi musicisti sono state sfruttate in tutti i tipi di registrazioni,  come colonne sonore di serie televisive e film, musiche per le pubblicità e sostanzialmente tutti i generi di musica popolare nordamericana, dai Monkees a Bing Crosby.
Il gruppo si unì all'inizio degli anni '60 come gruppo fisso per Phil Spector e contribuì a realizzare il suo stile di produzione chiamato Wall of Sound. Successivamente sono diventati i turnisti più richiesti a Los Angeles, registrando album per molti artisti famosi tra cui Dean Martin, Sonny & Cher, the Mamas and the Papas, the 5th Dimension, Frank Sinatra e Nancy Sinatra. I musicisti venivano talvolta usati in incognito nelle registrazioni accreditate a gruppi rock, come la versione di debutto dei Byrds di "Mr. Tambourine Man" di Bob Dylan (1965), i primi due album dei Monkees e l'album Pet Sounds dei Beach Boys del 1966.
I contributi della Wrecking Crew in così tante registrazioni di successo passarono in gran parte inosservati fino alla pubblicazione del libro di memorie di Blaine e all'attenzione che ne seguì. Il tastierista Leon Russell e il chitarrista Glen Campbell erano membri che divennero famosi artisti solisti, mentre si dice che Blaine abbia suonato in più di 140 successi da top ten, inclusi circa 40 successi numero uno. Altri musicisti che formarono i ranghi dell'unità furono il batterista Earl Palmer, il sassofonista Steve Douglas, il chitarrista Tommy Tedesco e il tastierista Larry Knechtel, che divenne un membro dei Bread. Blaine e Palmer sono stati tra i primi "sidemen" inseriti nella Rock and Roll Hall of Fame nel 2000, e l'intera Wrecking Crew è stata inserita nella Musicians Hall of Fame and Museum nel 2007.
Nel 2008, i musicisti sono stati il soggetto del documentario La fabbrica del rock - The Wrecking Crew (The Wrecking Crew) – film del 2008 diretto da Denny Tedesco.

## Lista parziale dei membri
Fonte: Kent Hartman (The Wrecking Crew)
- Basso elettrico: Max Bennett, Carol Kaye, Larry Knechtel, Joe Osborn, Bill Pitman, Ray Pohlman
- Contrabbasso: Chuck Berghofer, Jimmy Bond, Red Callender, Lyle Ritz
- Batteria: Hal Blaine, Jim Gordon, Jim Keltner, Earl Palmer, Joe Porcaro
- Chitarra: Vinnie Bell, Dennis Budimir, James Burton, Glen Campbell, Al Casey, Jerry Cole, Mike Deasy, Carol Kaye, Barney Kessel, Bill Pitman, Ray Pohlman, Howard Roberts, Louie Shelton, P.F. Sloan, Billy Strange, Tommy Tedesco
- Tastiere: Glen D. Hardin, Clare Fischer, Mac Rebennack, Al De Lory, Larry Knechtel, Mike Melvoin, Don Randi, Mike (Michel) Rubini, Leon Russell
- Percussioni: Larry Bunker, Frank Capp, Gary Coleman, Victor Feldman, Milt Holland, Joe Porcaro
- Vibrafono & Marimba: Julius Wechter, Terry Gibbs
- Altre percussioni: campane tintinnanti e tamburello Sonny Bono
- Sassofono: Gene Cipriano, Steve Douglas, Jim Horn, Plas Johnson, Jackie Kelso, Jay Migliori, Nino Tempo
- Trombone: Richard "Slyde" Hyde, Dick Nash, Lou Blackburn
- Tromba: Bud Brisbois, Roy Caton, Chuck Findley, Ollie Mitchell, Tony Terran
- Flauto: Jim Horn
- Armonica: Tommy Morgan
- Voce: Ron Hicklin
- Direttore e arrangiatore: Jack Nitzsche

Blaine, Osborn e Knechtel venivano spesso identificati come  "the Hollywood Golden Trio".

## Lista parziale delle registrazioni
| Anno | Brano                                                  | Artista                         | Classifica USA | Classifica UK |
| ---- | ------------------------------------------------------ | ------------------------------- | -------------- | ------------- |
| 1962 | "the Lonely Bull"                                      | Herb Alpert & the Tijuana Brass | 6              | 22            |
| 1962 | "Zip-a-Dee-Doo-Dah"                                    | Bob B. Soxx and the Blue Jeans  | 8              | 45            |
| 1962 | "He's a Rebel"                                         | The Crystals                    | 1              | 19            |
| 1963 | "Da Doo Ron Ron (When He Walked Me Home)"              | The Crystals                    | 3              | 5             |
| 1963 | "Surf City"                                            | Jan and Dean                    | 1              | 26            |
| 1963 | "Be My Baby"                                           | The Ronettes                    | 2              | 4             |
| 1964 | "I Get Around"                                         | The Beach Boys                  | 1              | 7             |
| 1964 | "Dead Men's Curve"                                     | Jan and Dean                    | 8              | –             |
| 1964 | "Everybody Loves Somebody                              | Dean Martin                     | 1              | 11            |
| 1964 | "Little Old Lady (from Pasadena)"                      | Jan and Dean                    | 3              | –             |
| 1964 | "You've Lost That Lovin' Feelin'"                      | The Righteous Brothers          | 1              | 1             |
| 1964 | "Unless You Care"                                      | Terry Black                     | 99             | –             |
| 1964 | "Mountain of Love"                                     | Johnny Rivers                   | 9              | –             |
| 1965 | "Help Me, Rhonda"                                      | The Beach Boys                  | 1              | 27            |
| 1965 | "Mr. Tambourine Man"                                   | The Byrds                       | 1              | 1             |
| 1965 | "This Diamond Ring"                                    | Gary Lewis and the Playboys     | 1              | –             |
| 1965 | "California Dreamin'"                                  | The Mamas & the Papas           | 4              | 23            |
| 1965 | "Eve of Destruction"                                   | Barry McGuire                   | 1              | 3             |
| 1965 | "I Got You Babe"                                       | Sonny & Cher                    | 1              | 1             |
| 1966 | "No Matter What Shape (Your Stomach's In)              | The T-Bones                     | 3              | –             |
| 1966 | "My Love"                                              | Petula Clark                    | 1              | 4             |
| 1966 | "Good Vibrations"                                      | The Beach Boys                  | 1              | 1             |
| 1966 | "Poor Side of Town"                                    | Johnny Rivers                   | 1              | –             |
| 1966 | "Monday Monday"                                        | The Mamas & the Papas           | 1              | 3             |
| 1966 | "River Deep – Mountain High"                           | Ike and Tina Turner             | 88             | 3             |
| 1966 | "(You're My) Soul and Inspiration"                     | The Righteous Brothers          | 1              | 15            |
| 1966 | "Strangers in the Night"                               | Frank Sinatra                   | 1              | 1             |
| 1966 | "These Boots Are Made for Walkin'"                     | Nancy Sinatra                   | 1              | 1             |
| 1966 | "Elusive Butterfly"                                    | Bob Lind                        | 5              | 5             |
| 1967 | "Never My Love"                                        | The Association                 | 2              | –             |
| 1967 | "Up, Up and Away"                                      | The 5th Dimension               | 7              | –             |
| 1967 | "San Francisco (Be Sure to Wear Flowers in Your Hair)" | Scott McKenzie                  | 4              | 1             |
| 1967 | "Somethin' Stupid"                                     | Frank & Nancy Sinatra           | 1              | 1             |
| 1967 | "Woman, Woman"                                         | Gary Puckett and the Union Gap  | 4              | –             |
| 1967 | "Him or Me – What's It Gonna Be?"                      | Paul Revere & the Raiders       | 5              | –             |
| 1967 | "The Beat Goes On"                                     | Sonny & Cher                    | 6              | 29            |
| 1968 | "Wichita Lineman"                                      | Glen Campbell                   | 3              | 7             |
| 1968 | "Midnight Confessions"                                 | The Grass Roots                 | 5              | –             |
| 1968 | "MacArthur Park"                                       | Richard Harris                  | 2              | 4             |
| 1968 | "Mrs. Robinson"                                        | Simon & Garfunkel               | 1              | 9             |
| 1968 | "Tiptoe Through the Tulips"                            | Tiny Tim                        | 17             |               |
| 1968 | "Valleri"                                              | The Monkees                     | 3              | 12            |
| 1968 | "Young Girl"                                           | Gary Puckett and the Union Gap  | 4              | 1             |
| 1968 | "Classical Gas"                                        | Mason Williams                  | 2              | 9             |
| 1969 | "Galveston"                                            | Glen Campbell                   | 4              | 14            |
| 1969 | "Aquarius/Let the Sunshine In"                         | The 5th Dimension               | 1              | 11            |
| 1969 | "Dizzy"                                                | Tommy Roe                       | 1              | 1             |
| 1969 | "Everybody's Talkin'"                                  | Harry Nilsson                   | 6              | 23            |
| 1969 | "The Boxer"                                            | Simon & Garfunkel               | 7              | 6             |
| 1970 | "(They Long to Be) Close to You"                       | The Carpenters                  | 1              | 6             |
| 1970 | "Cracklin' Rosie"                                      | Neil Diamond                    | 1              | 3             |
| 1970 | "Arizona"                                              | Mark Lindsay                    | 10             | –             |
| 1970 | "I Think I Love You"                                   | The Partridge Family            | 1              | 18            |
| 1970 | "Bridge over Troubled Water"                           | Simon & Garfunkel               | 1              | 1             |
| 1971 | "Rainy Days and Mondays"                               | The Carpenters                  | 2              | –             |
| 1971 | "Gypsys, Tramps & Thieves"                             | Cher                            | 1              | 4             |
| 1971 | "Sooner or Later"                                      | The Grass Roots                 | 9              | –             |
| 1971 | "Don't Pull Your Love"                                 | Hamilton, Joe Frank & Reynolds  | 4              | –             |
| 1971 | "Indian Reservation"                                   | Raiders                         | 1              | –             |
| 1972 | "Hurting Each Other"                                   | The Carpenters                  | 2              | –             |
| 1972 | "(Last Night) I Didn't Get to Sleep at All"            | The 5th Dimension               | 8              | –             |
| 1972 | "It Never Rains in Southern California"                | Albert Hammond                  | 5              | –             |
| 1972 | "Rockin' Pneumonia and the Boogie Woogie Flu"          | Johnny Rivers                   | 6              | –             |
| 1973 | "Yesterday Once More"                                  | The Carpenters                  | 2              | 2             |
| 1973 | "Half-Breed"                                           | Cher                            | 1              | –             |
| 1973 | "All I Know"                                           | Art Garfunkel                   | 9              | –             |
| 1973 | "The Night the Lights Went Out in Georgia"             | Vicki Lawrence                  | 1              | –             |
| 1974 | "Chevy Van"                                            | Sammy Johns                     | 5              | –             |
| 1975 | "Rhinestone Cowboy"                                    | Glen Campbell                   | 1              | 4             |
| 1975 | "Love Will Keep Us Together"                           | Captain & Tennille              | 1              | 32            |
| 2015 | "I'm Not Gonna Miss You"                               | Glen Campbell                   | –              | –             |

### Compilations
- The Wrecking Crew (2015, RockBeat; 4-CD set)[10]